# Foltos pampamacska
A foltos pampamacska (Leopardus pajeros) a ragadozók (Carnivora) rendjébe, azon belül a macskafélék (Felidae) családjába tartozó faj.
Legközelebbi rokonai, amelyekkel korábban egy fajnak tartották őket, a csíkos pampamacska (Leopardus colocolo) és a pantanali macska (Leopardus braccatus).

## Előfordulása
Ecuador, Chile, Argentína, Peru és Bolívia területén honos.

## Alfajok
- Leopardus pajeros pajeros
- Leopardus pajeros budini
- Leopardus pajeros garleppi
- Leopardus pajeros steinbachi
- Leopardus pajeros thomasi

## Megjelenése
Mérete a nagyobb csíkos pampamacska és a kisebb pantanali macska közötti. Testhossza 60 cm körüli, farkhossza 20–30 cm, tömege 2,5–3 kg.
Szőrzetének alapszíne sárgás-szürkés, foltjai sötétbarnás-feketés színűek. Előfordul melanisztikus színváltozata is.

## Érdekesség
A Mitsubishi Pajero modelljét e macskafaj spanyol nyelvű megfelelőjéről (gato pajero) nevezték el. A latin-amerikai spanyol szlengben ugyanakkor a pajero szó pejoratív jelentéssel is bír, ezért az ottani változat a Montero (’Hegyi’) nevet kapta.

## Képek

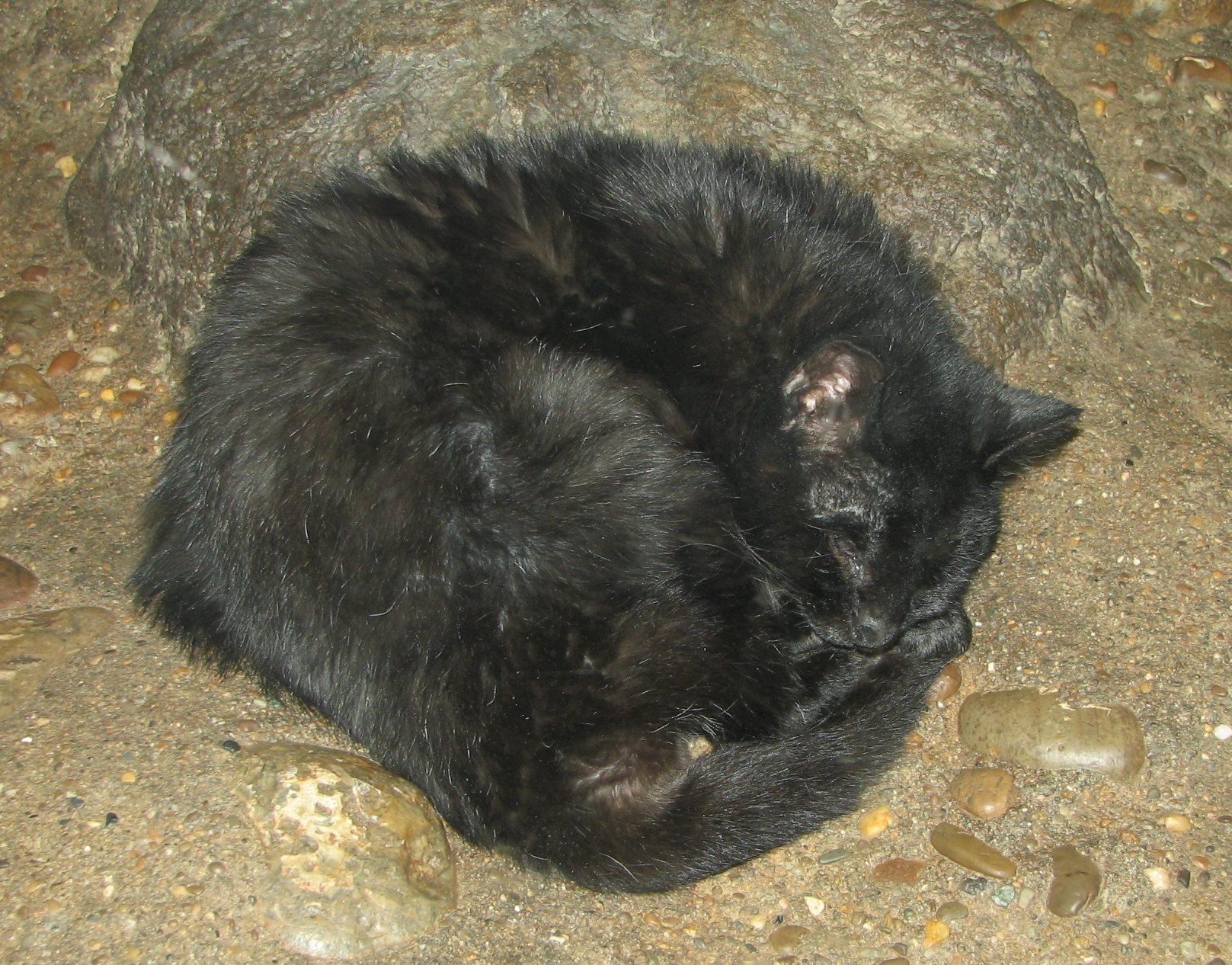
Foltos pampamacska melanisztikus változata
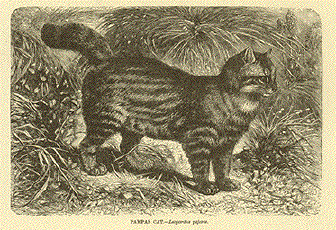
A foltos pampamacska ábrázolása 1895-ből